# Новодачинська загальноосвітня школа (Дніпропетровська область)
Новодачинська загальноосвітня школа І-ІІІ ступенів — україномовний навчальний заклад І-III ступенів акредитації у селі Нова Дача, Павлоградського району Дніпропетровської області.

## Загальні дані
Новодачинська загальноосвітня школа І-ІІІ ступенів розташована за адресою:  вул. Пушкіна, 7, село Нова Дача (Павлоградський район) — 51462, Україна.
Директор закладу — Вовчук Лариса Михайлівна.
Мова викладання — українська.
Профільна направленість: Природничо-математичний, Художньо-естетичний, Спортивний.   
Школа бере участь в регіональних та міжнародних освітніх програмах: Модернізація сільської освіти Дніпропетровщини.
В освітньому закладі функціонує міні-етномузей.

## Джерело-посилання
- Школа на сайті Павлоградського району [Архівовано 5 березня 2016 у Wayback Machine.]